# Marchés de Noël de Paris
Les marchés de Noël de Paris sont de nombreux marchés de Noël populaires et traditionnels de Paris. Ils ont lieu tous les ans, durant la période de l'Avent, du 24 novembre jusqu'à fin décembre, pour les fêtes de fin d'année.

## Histoire
Née en Allemagne et en Alsace, la tradition des Christkindelsmärik (marché de Noël germanique de la Saint-Nicolas, traditionnel des cultures allemande et alsacienne, ou marché de l’Enfant Jésus en alsacien) se répandent dans toute l’Europe depuis les années 1990. 
Ils animent de nombreux quartiers de la capitale avec leurs illuminations de Noël, empreintes de la féerie de Noël. Des centaines de petites chalets / échoppes en bois commercialisent des articles d'artisanat d'art, des décorations de Noël, des articles et idées de cadeau de Noël..., et proposent de quoi se restaurer avec de nombreux produits de gastronomie régionale,  vin chaud, tartines, sandwichs, gâteaux, pain d'épices, confiseries, fruit confit ... 

## Principaux marchés de Noël de Paris
- Marché de Noël La Défense : plus important de la région parisienne avec plus de 350 chalets sur 12 000 m² sur le parvis de la Défense.

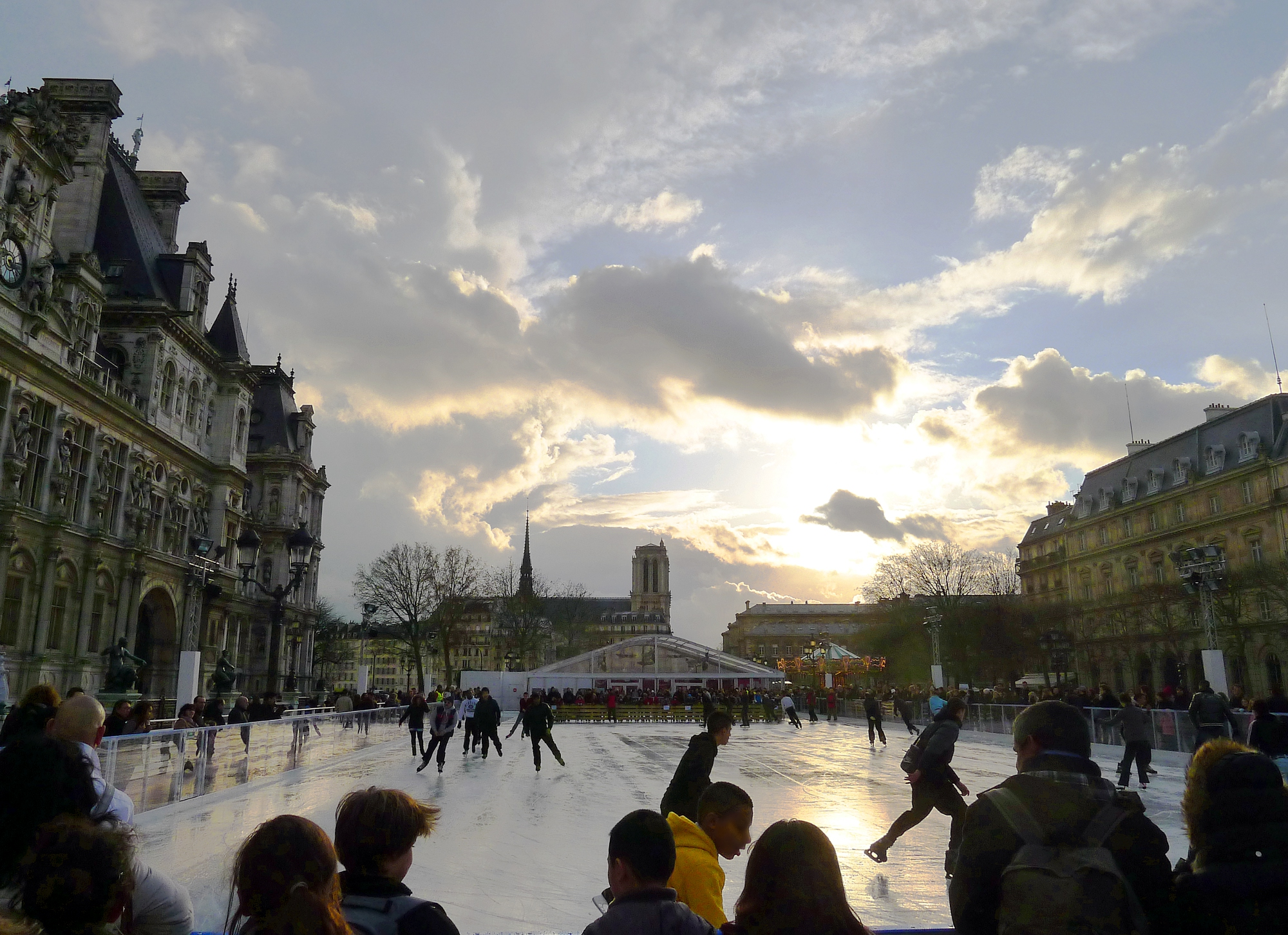
Patinoire de l'hôtel de ville de Paris.
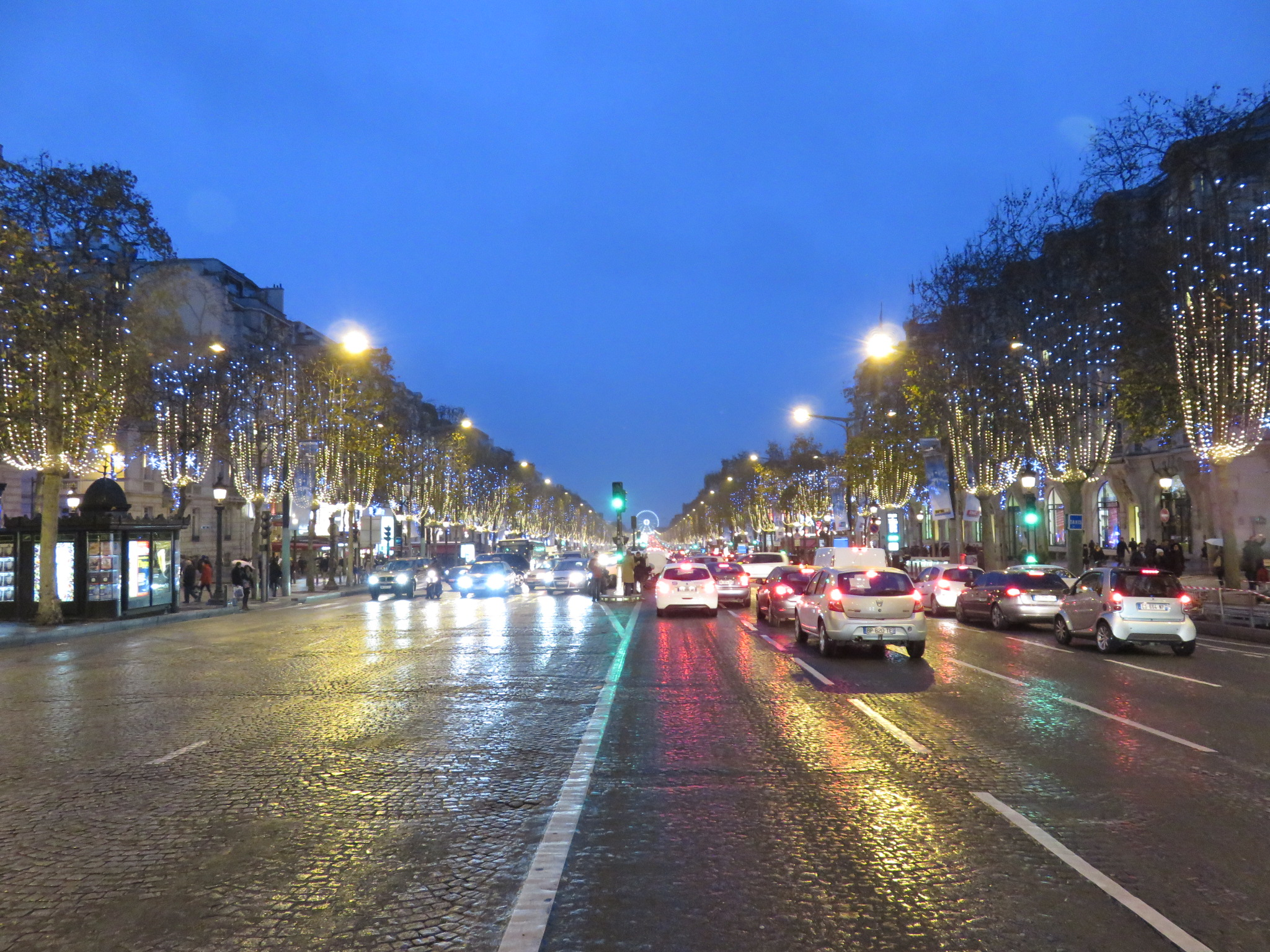
Avenue des Champs-Élysées.
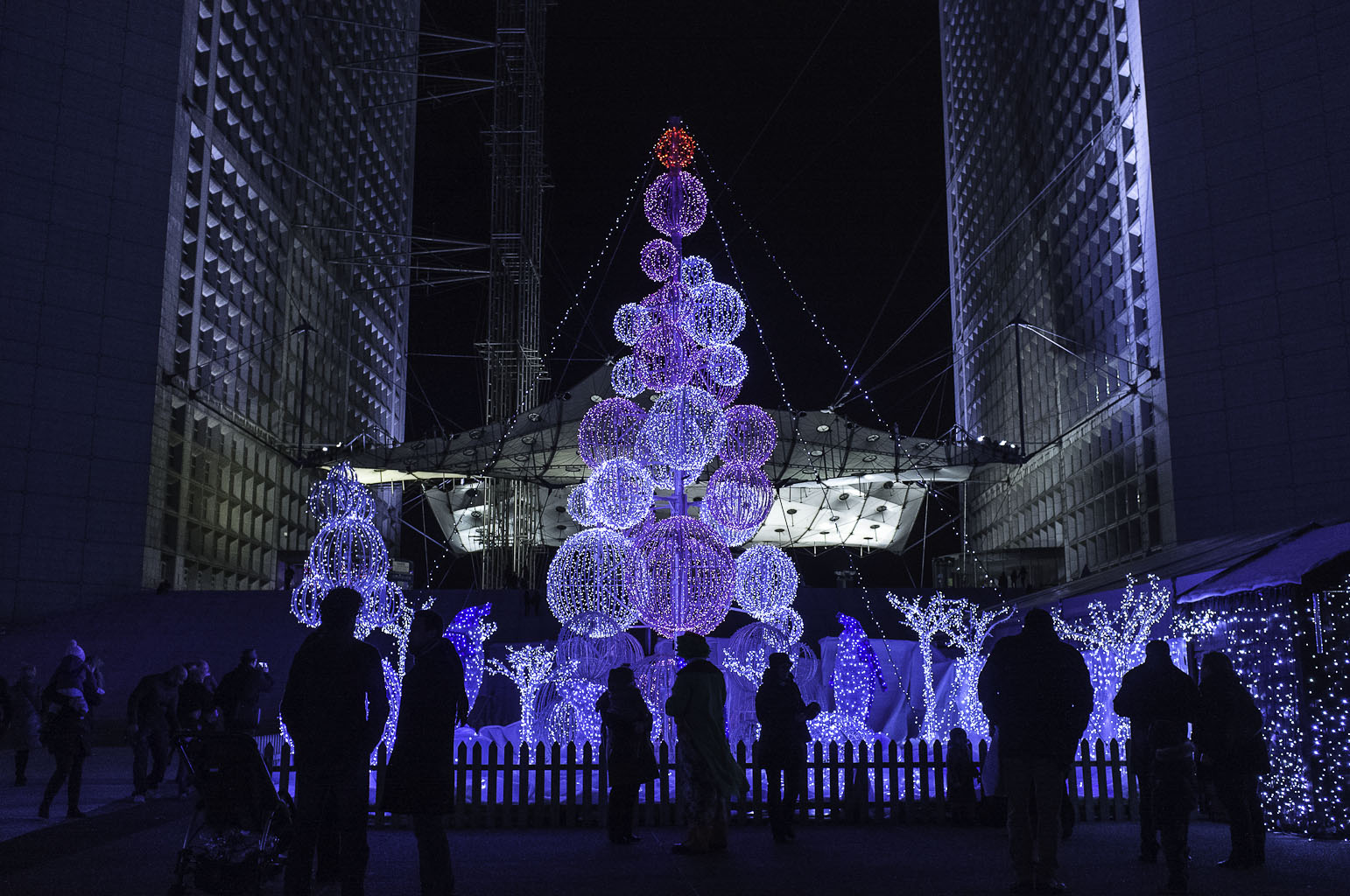
Arche de la Défense, parvis de la Défense.
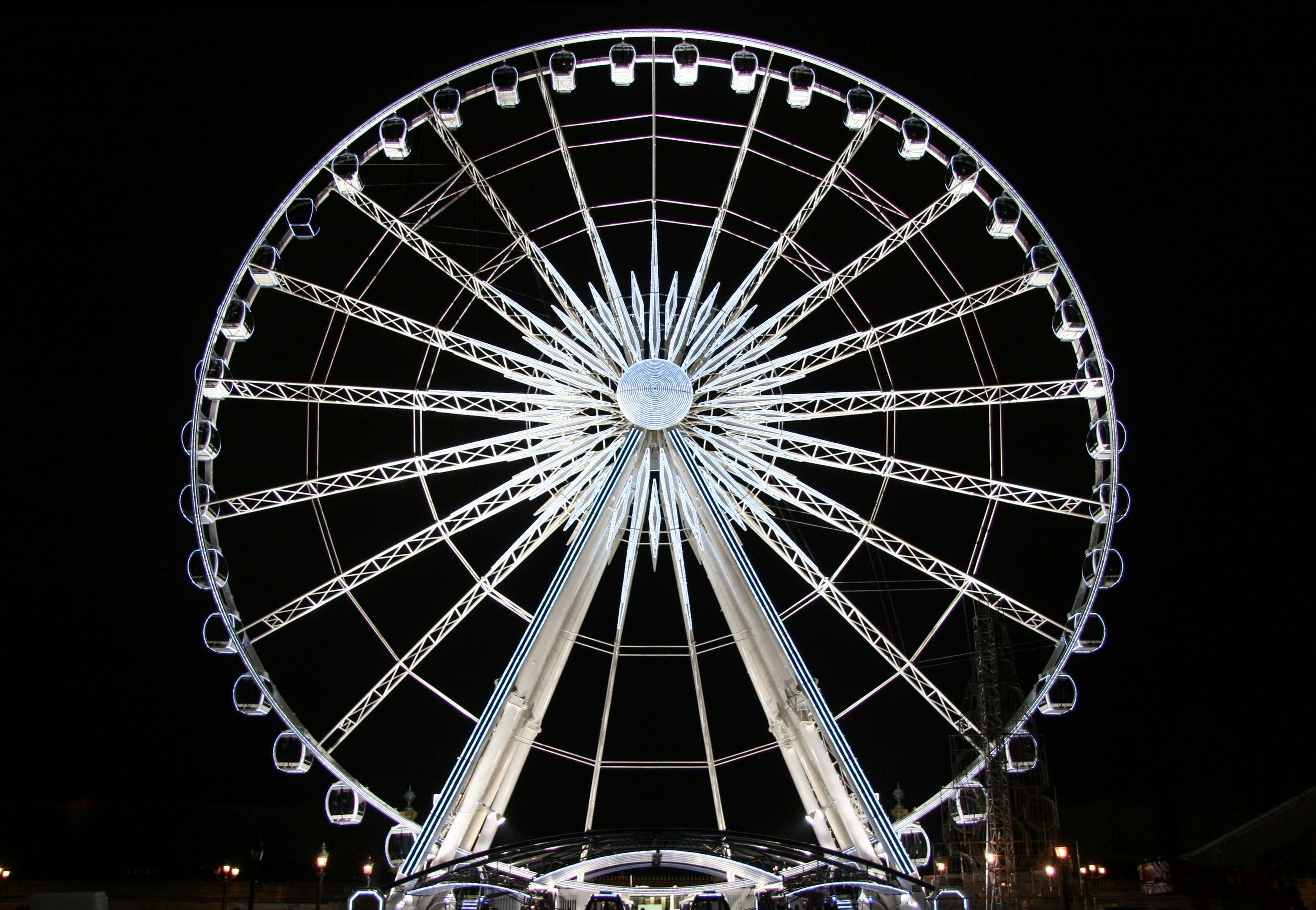
Roue de Paris, place de la Concorde.

- Marché de Noël Champs-Élysées (8e) : organisé par le roi des Forains Marcel Campion à partir de 2008 (qui rénove cette partie de l'avenue à ses frais), 200 chalets blancs sur l'avenue des Champs-Élysées, entre la place de la Concorde et le rond-point des Champs-Élysées-Marcel-Dassault. Plus de 400 arbres de l'avenue des Champs-Élysées décorés sur près de 2,5 km, avec Roue de Paris et patinoire géante du Grand Palais des Glaces. En 2017, le Conseil de Paris décide de ne pas reconduire la convention d'occupation du domaine public signée en 2015[1].[source insuffisante].

- Marché de Noël Paris-Notre-Dame, quai de Montebello, square René-Viviani (5e) ; à 30 m de la  cathédrale Notre-Dame de Paris (plus de 40 exposants). Artisanat de France, créateurs et gastronomie de Noël. Vin chaud et musique live. De 10 h 00 à 20 h 00.

Marché de Noël du quai de Montebello
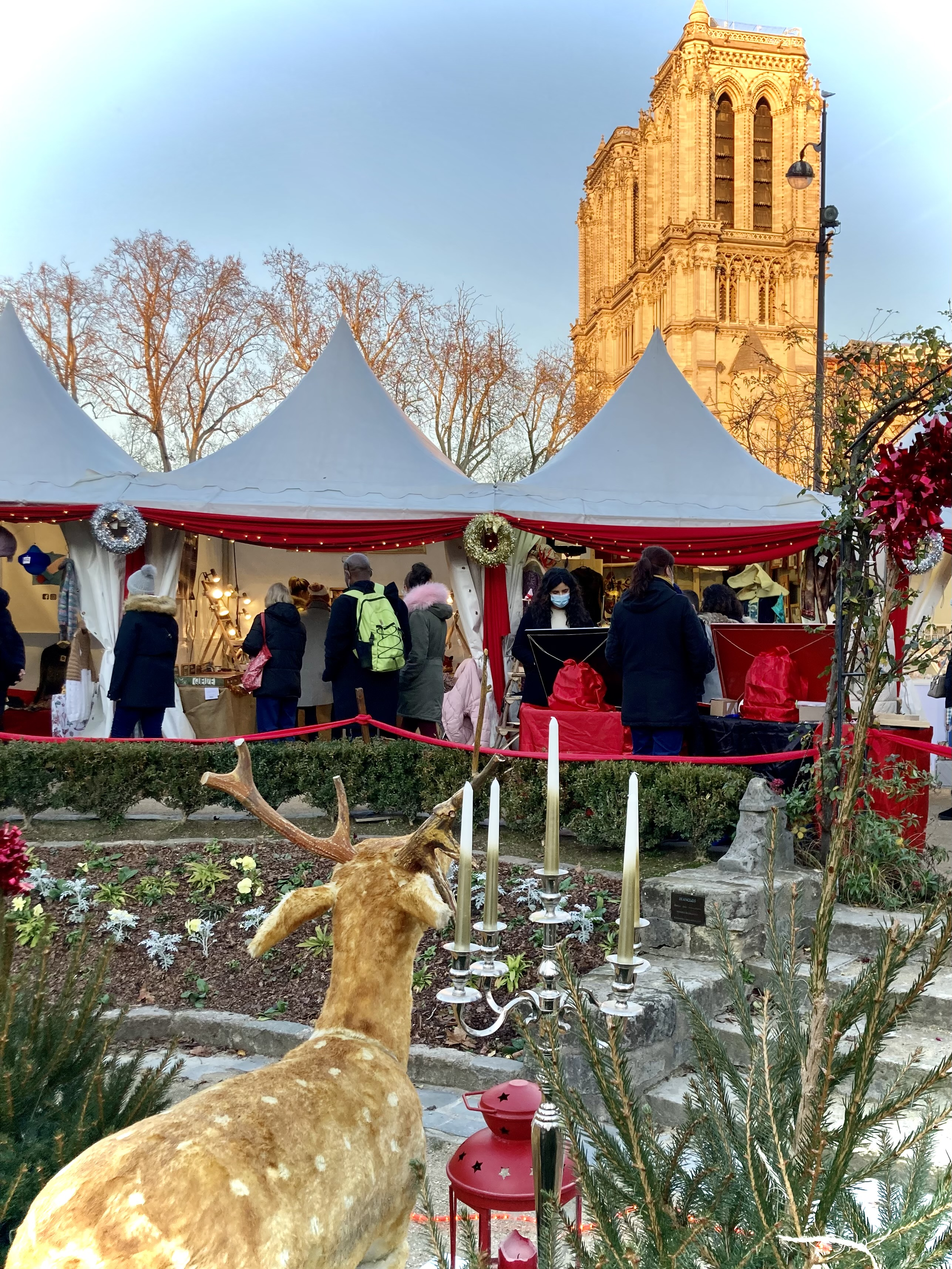
Stands.
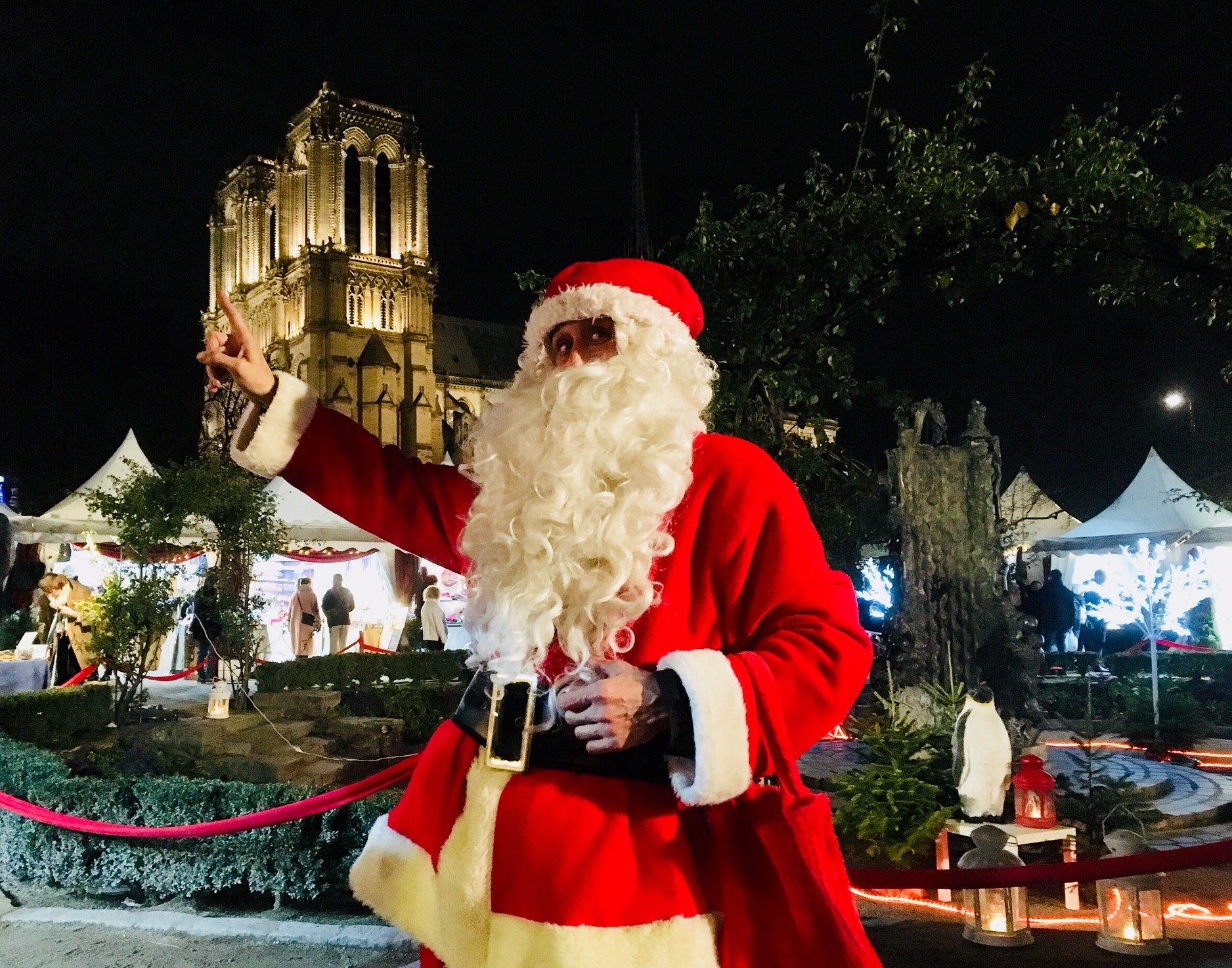
Père Noël.

- Marché de Noël de l'hôtel de ville de Paris (4e) : avec patinoire géante.

Marché de Noël de l'avenue des Champs-Élysées
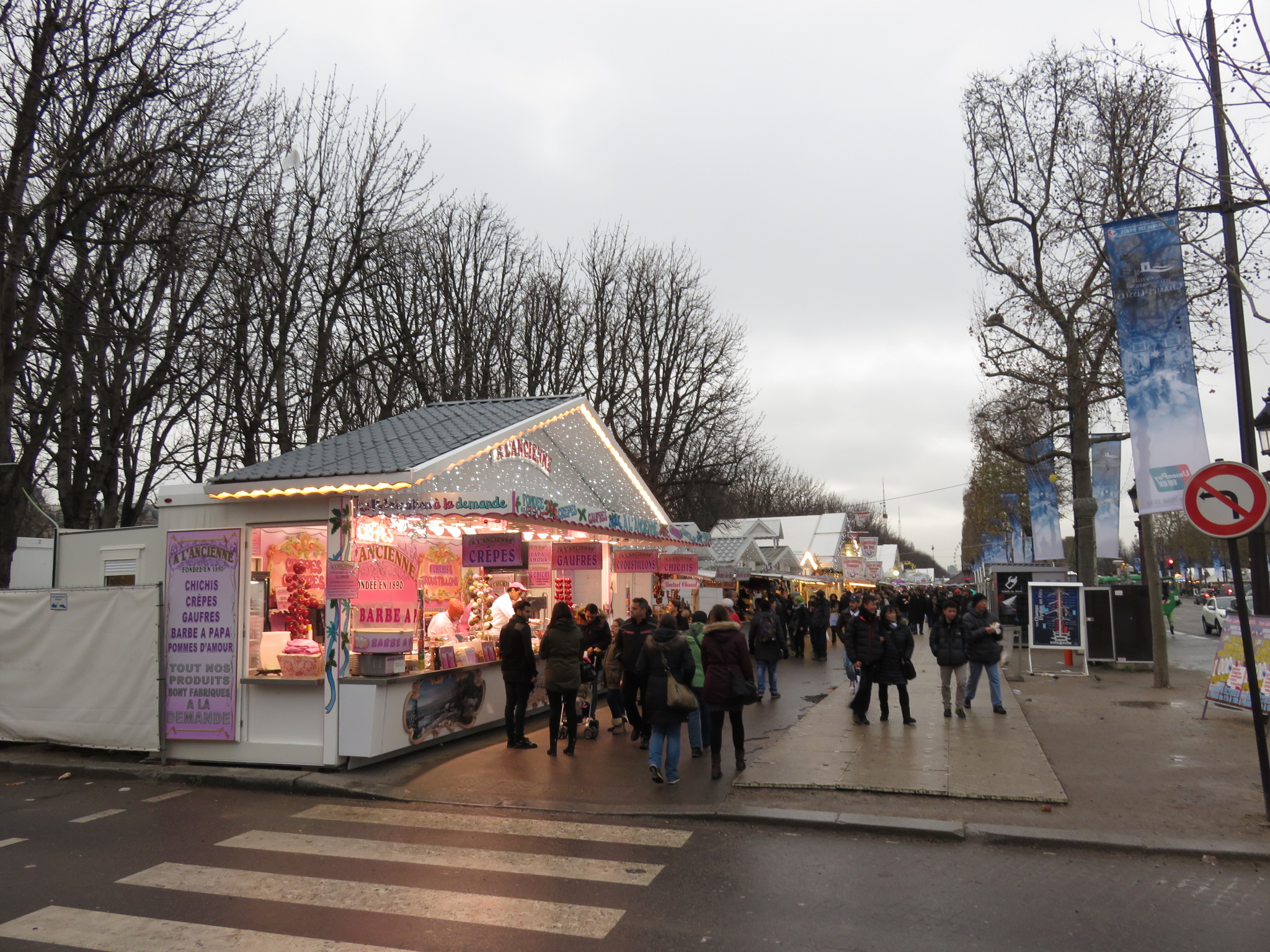
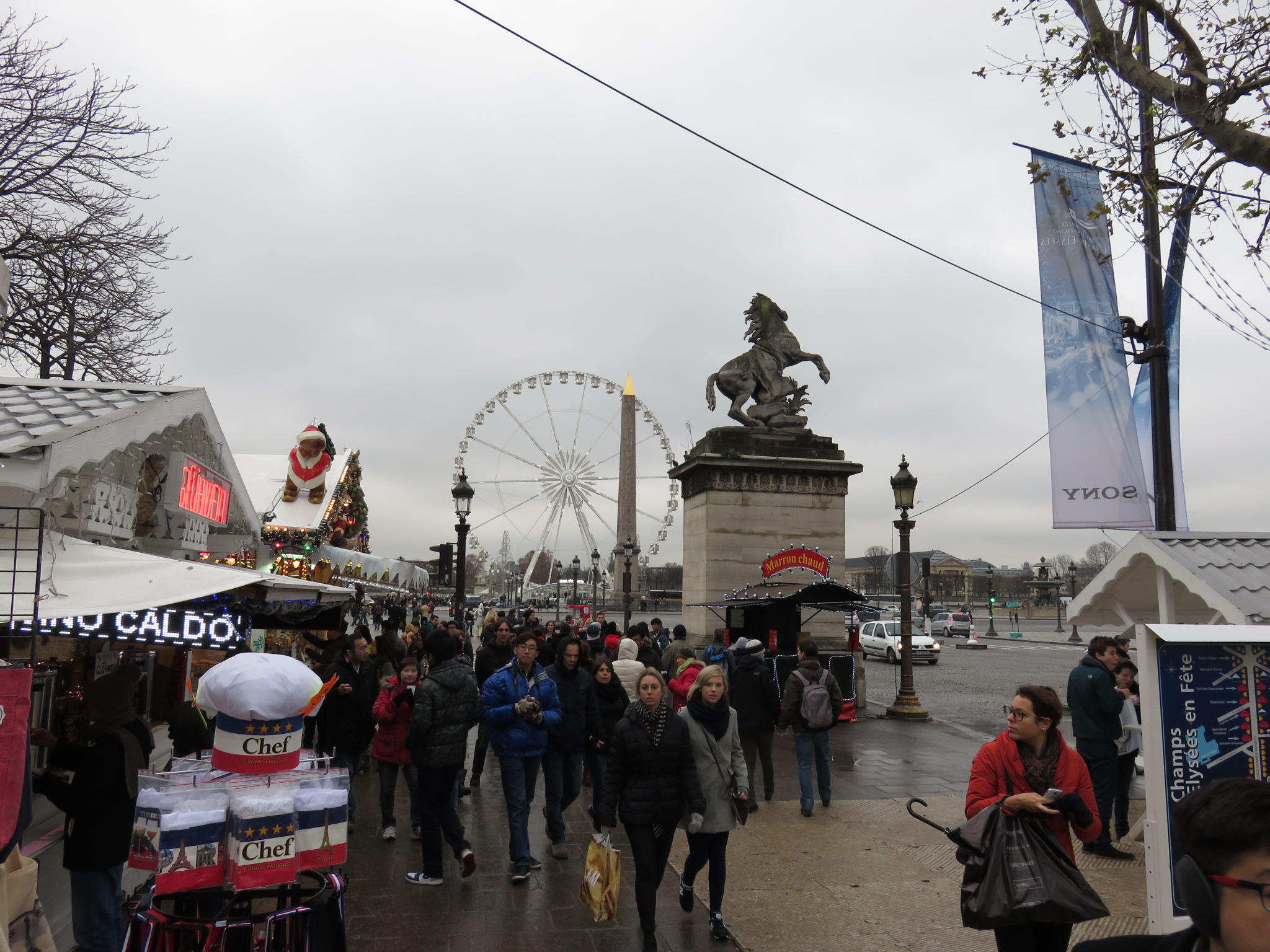
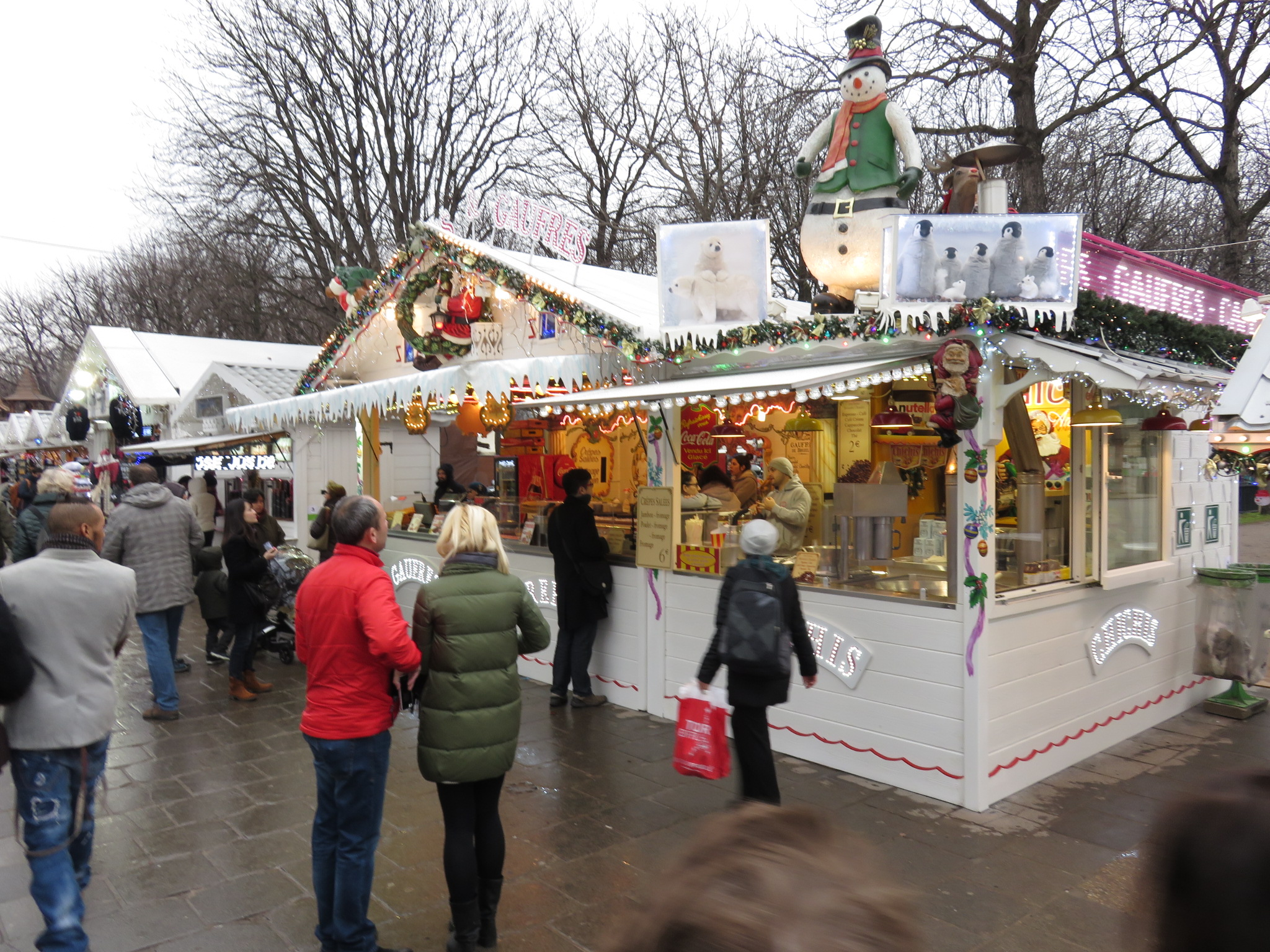
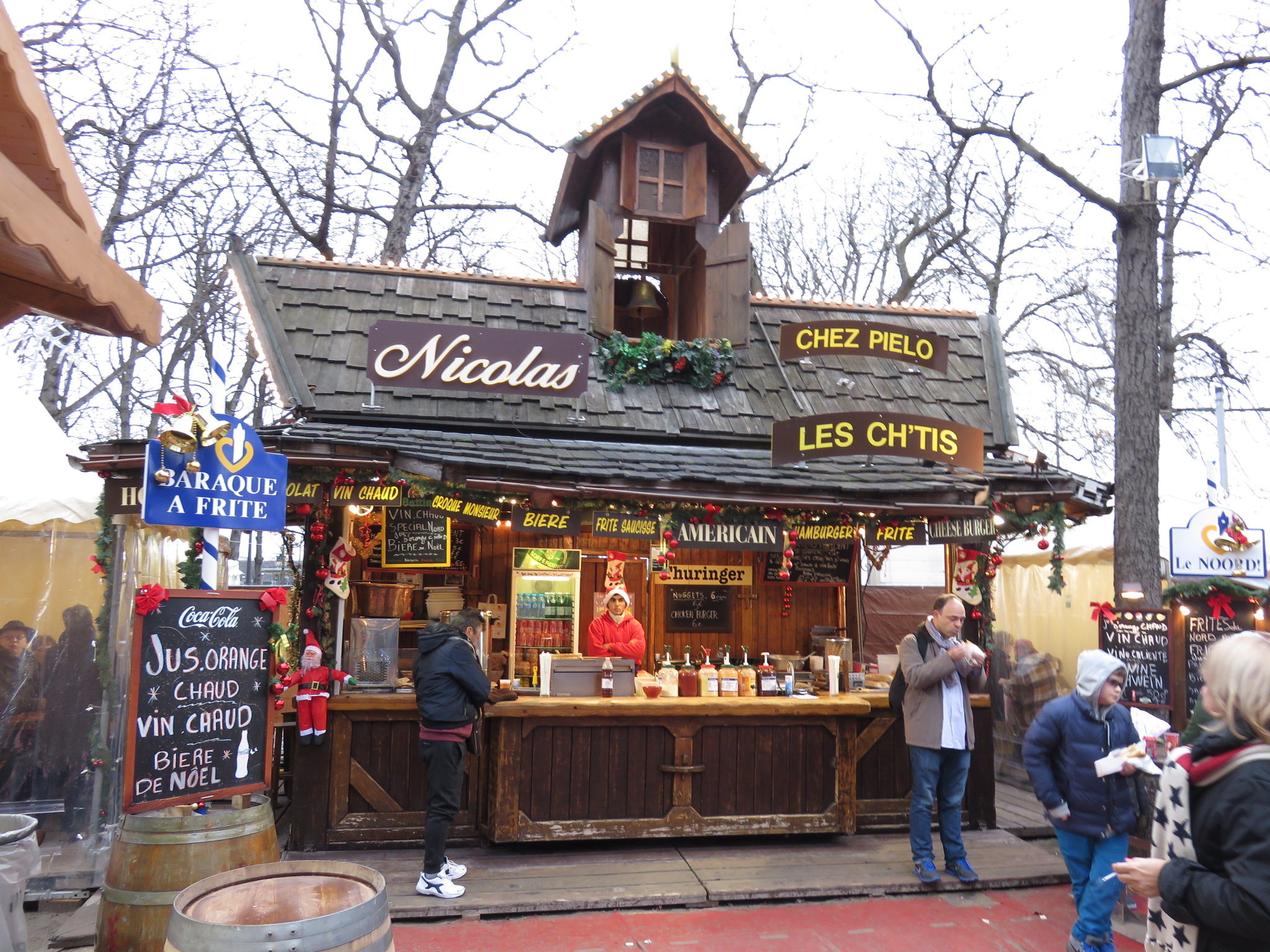
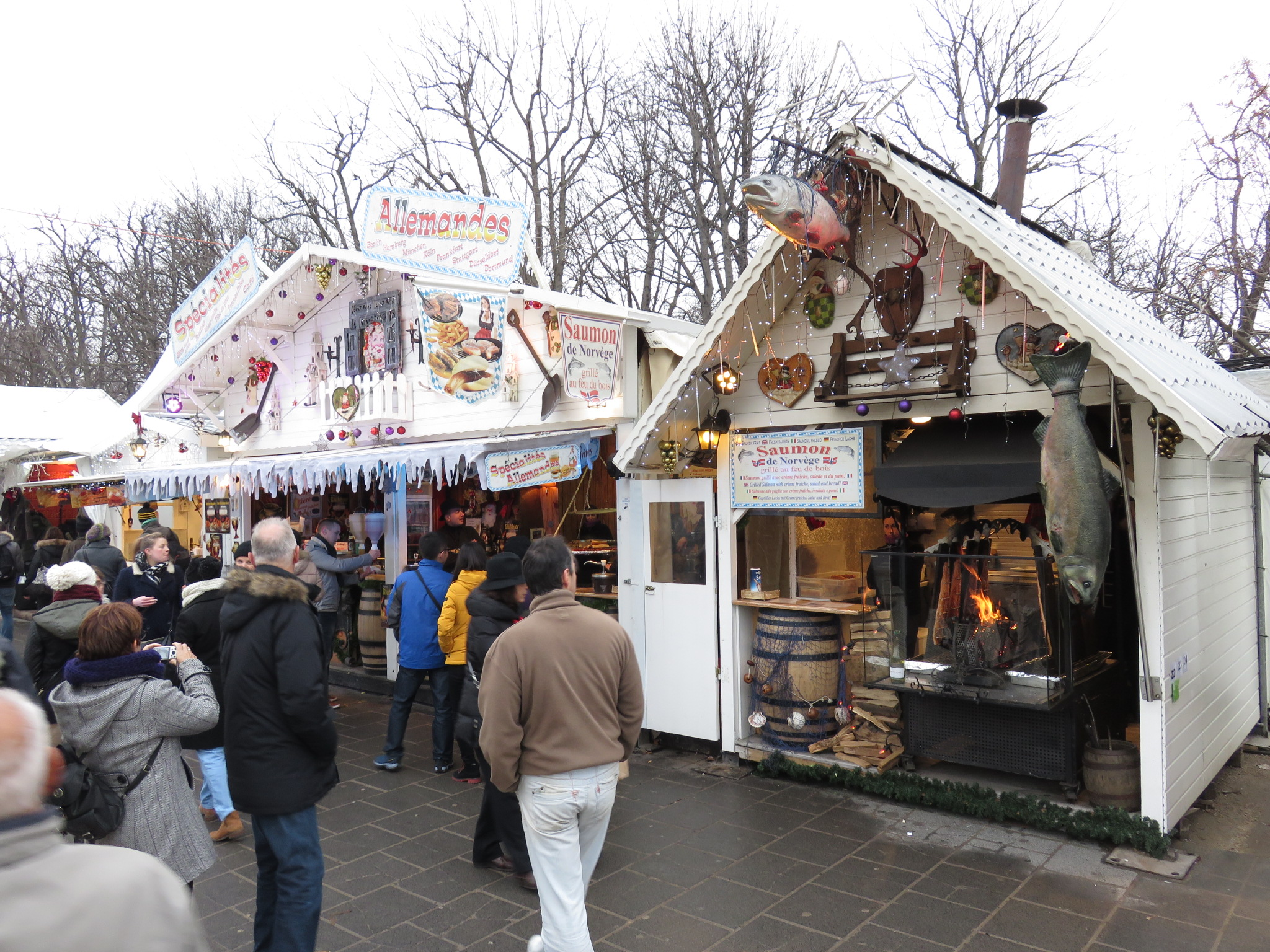
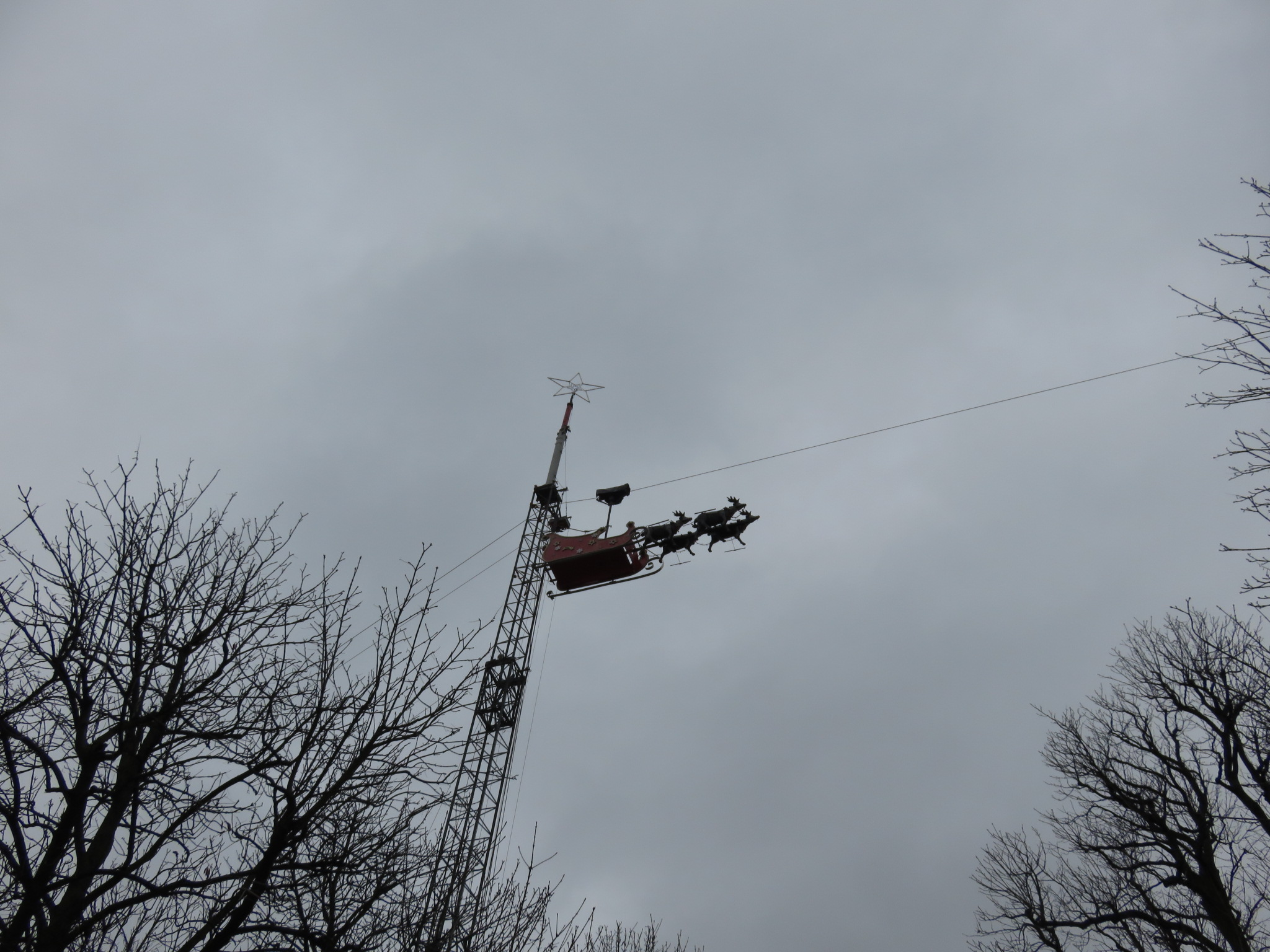

- Marché de Noël utile et solidaire de la Fondation GoodPlanet (16e) - plus de 50 exposants de toute la France : jeux éducatifs, cosmétiques naturels, vins bio ou encore accessoires de mode éthiques.

- Village de Noël du Trocadéro (16e) : plus de 100 chalets entre le parvis de la tour Eiffel, les jardins du Trocadéro, et le quai Branly (40 chalets) avec patinoire géante Trocadéro on ice de 350 m²...

- Marché du Père Noël de Saint Germain des Près (6e) : plus de 40 exposants place Saint-Germain-des-Prés, parvis de l'abbaye de Saint-Germain-des-Prés.

- Village de Noël de Montmartre (18e) : 60 chalets sur les parvis de la basilique du Sacré-Cœur de Montmartre, butte Montmartre, parvis de l'église Saint-Pierre de Montmartre...

- Grand Marché de Noël solidaire au Palais des congrès de Paris (17e) : porte Maillot.

- Village de Noël du Montparnasse (15e) : 40 chalets sur les parvis de la gare de Paris-Montparnasse, parvis de la tour Montparnasse, centre commercial Montparnasse...

- Marché de Noël des Tuileries (1er) : jardin des Tuileries.

- Salon Noël Gourmand de Paris (2e) : salon des meilleurs artisans de la gastronomie française, à l'intérieur du palais Brongniart.

- Marché de Noël alsacien de la gare de Paris-Est (10e) : parvis de la gare de Paris-Est, sous chapiteau, produits de la cuisine alsacienne.

- Noël à Disney Village : Disneyland Paris de Marne-la-Vallée à 30 km à l'est de Paris.

## Consécutivement
- Plus d'une centaine de places et de rues de Paris sont éclairées et décorées dans l'esprit de Noël.

- Crèches de Noël : de nombreuses églises de Paris exposent des crèches de Noël dont les cathédrale Notre-Dame de Paris, église Saint-Laurent de Paris, église Saint-François-Xavier de Paris, église Saint-Germain-l'Auxerrois de Paris...

- Vitrines illuminées et animées des grands magasins de Paris : avec pour les plus célèbres les Galeries Lafayette Haussmann, Printemps Haussmann (Boulevard Haussmann) et Le Bon Marché (rue de Sèvres)...

Quelques illuminations des grands magasins de Paris
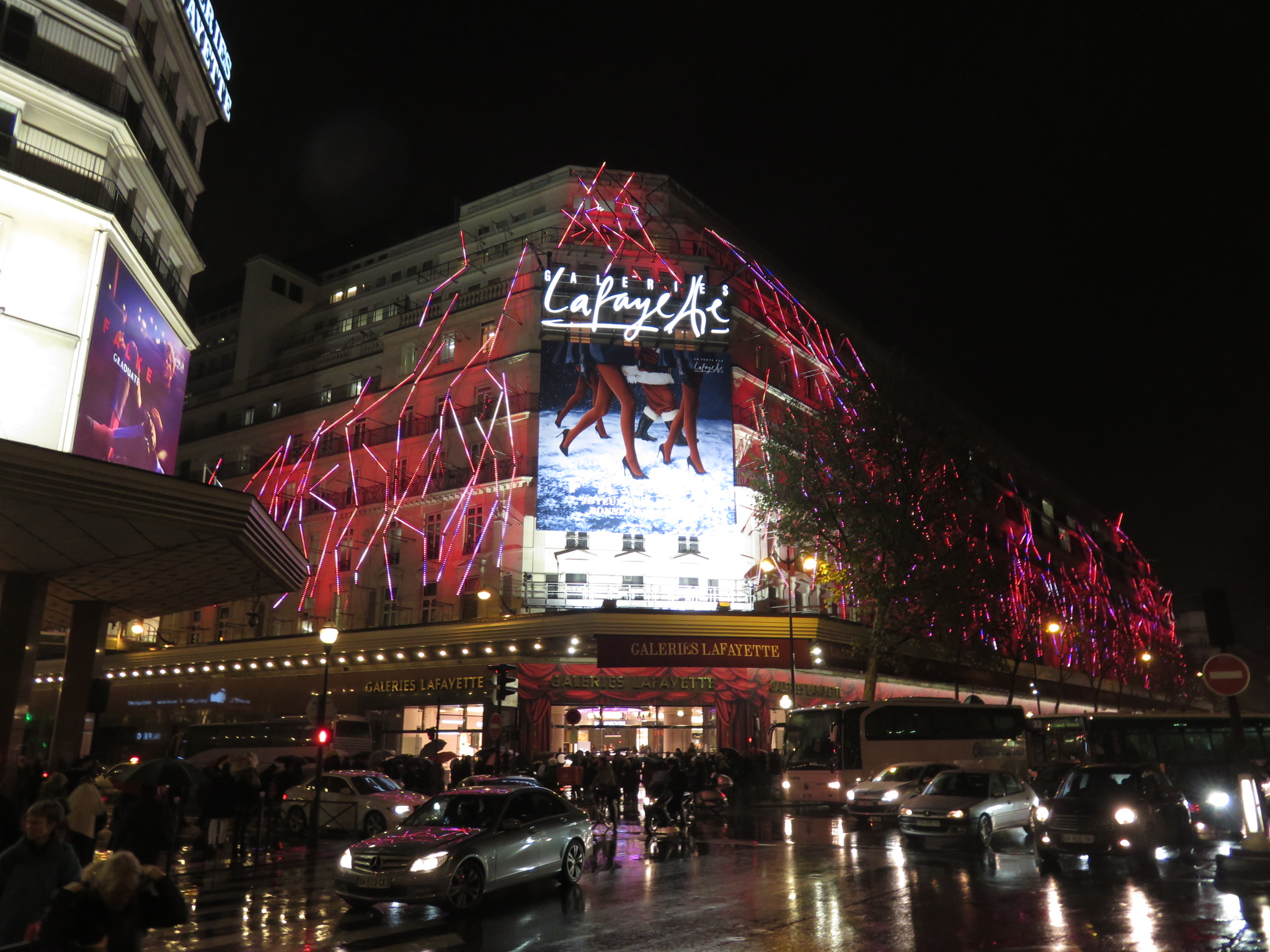
Galeries Lafayette Haussmann.
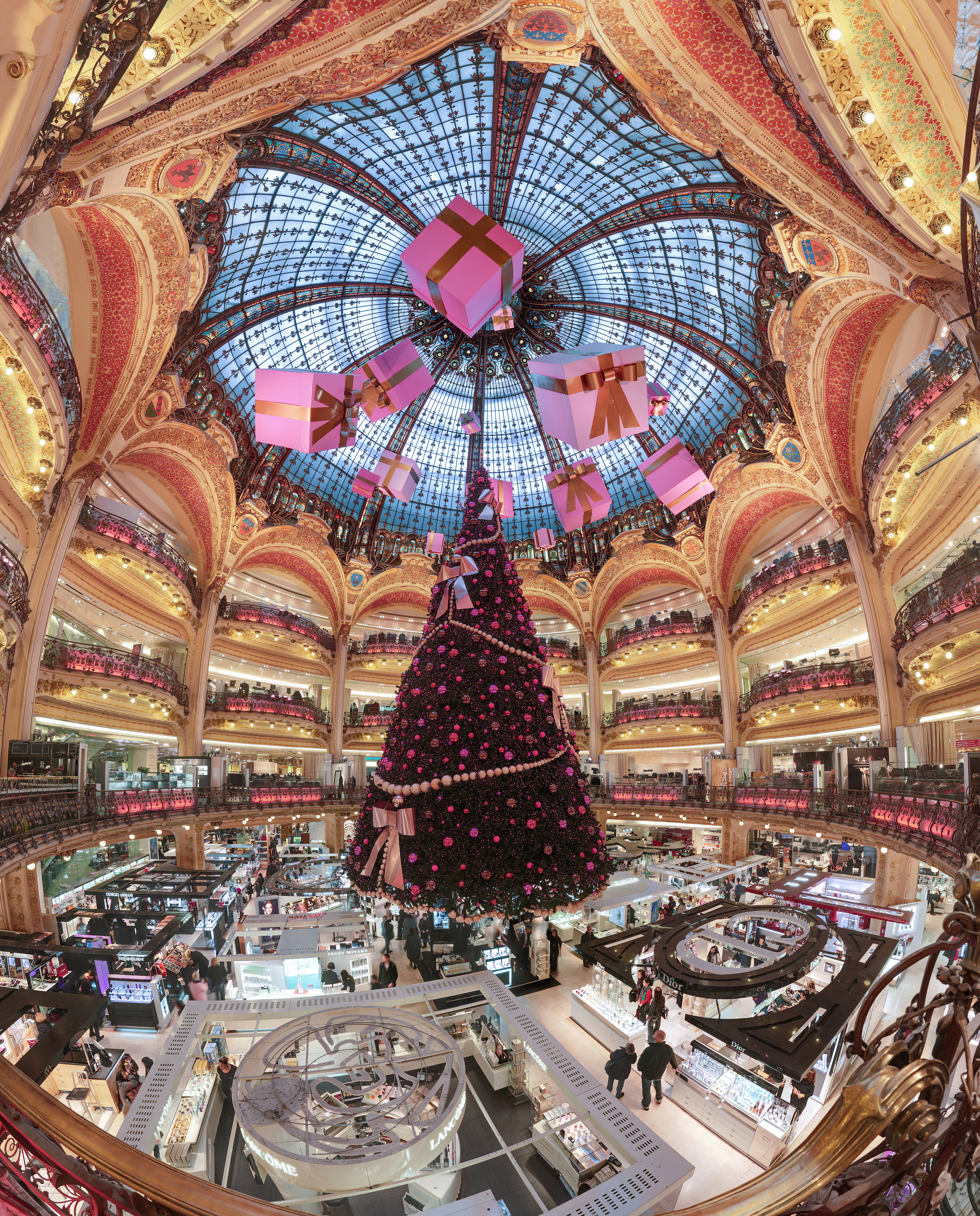
Galeries Lafayette Haussmann.
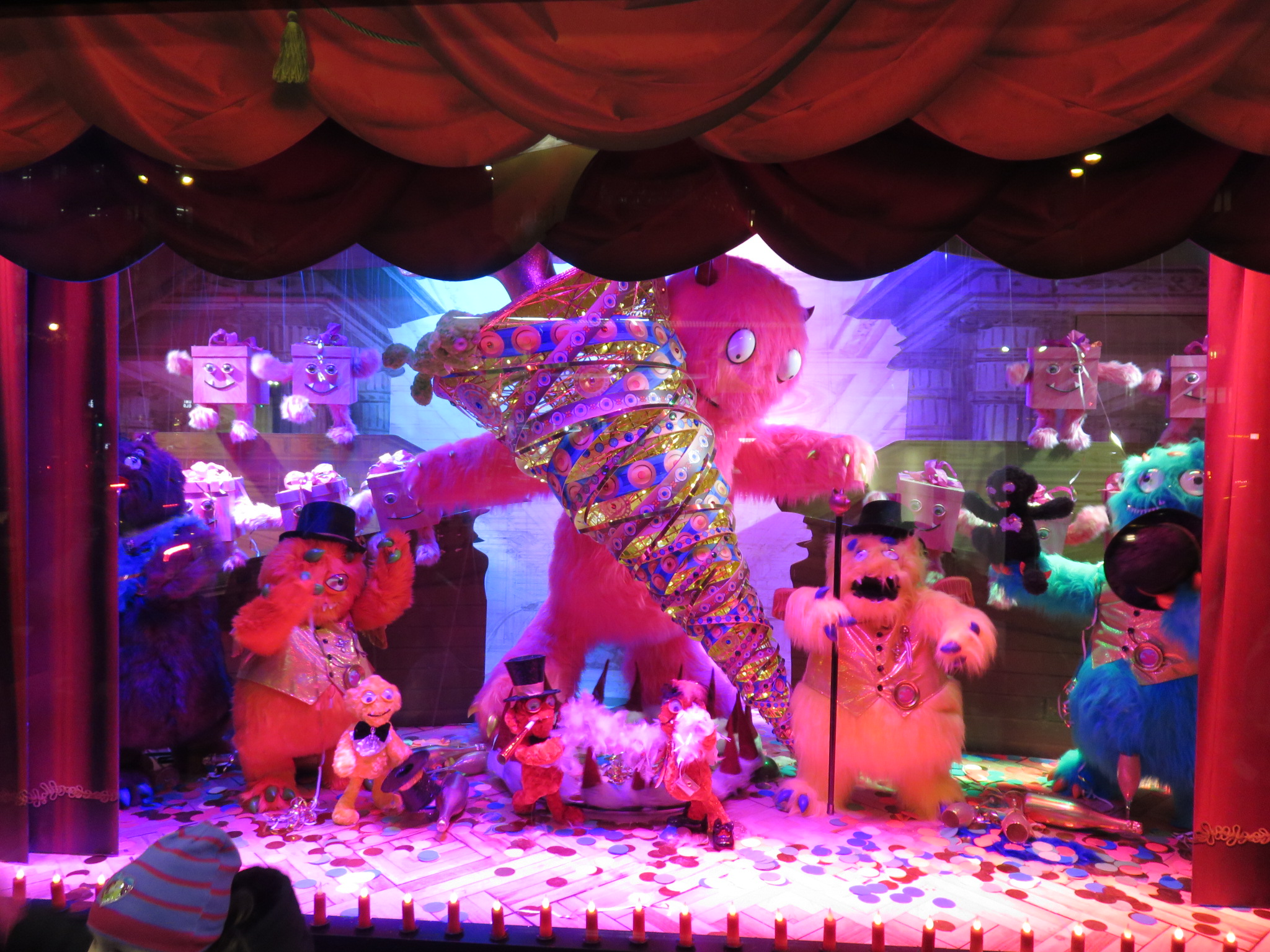
Galeries Lafayette Haussmann.
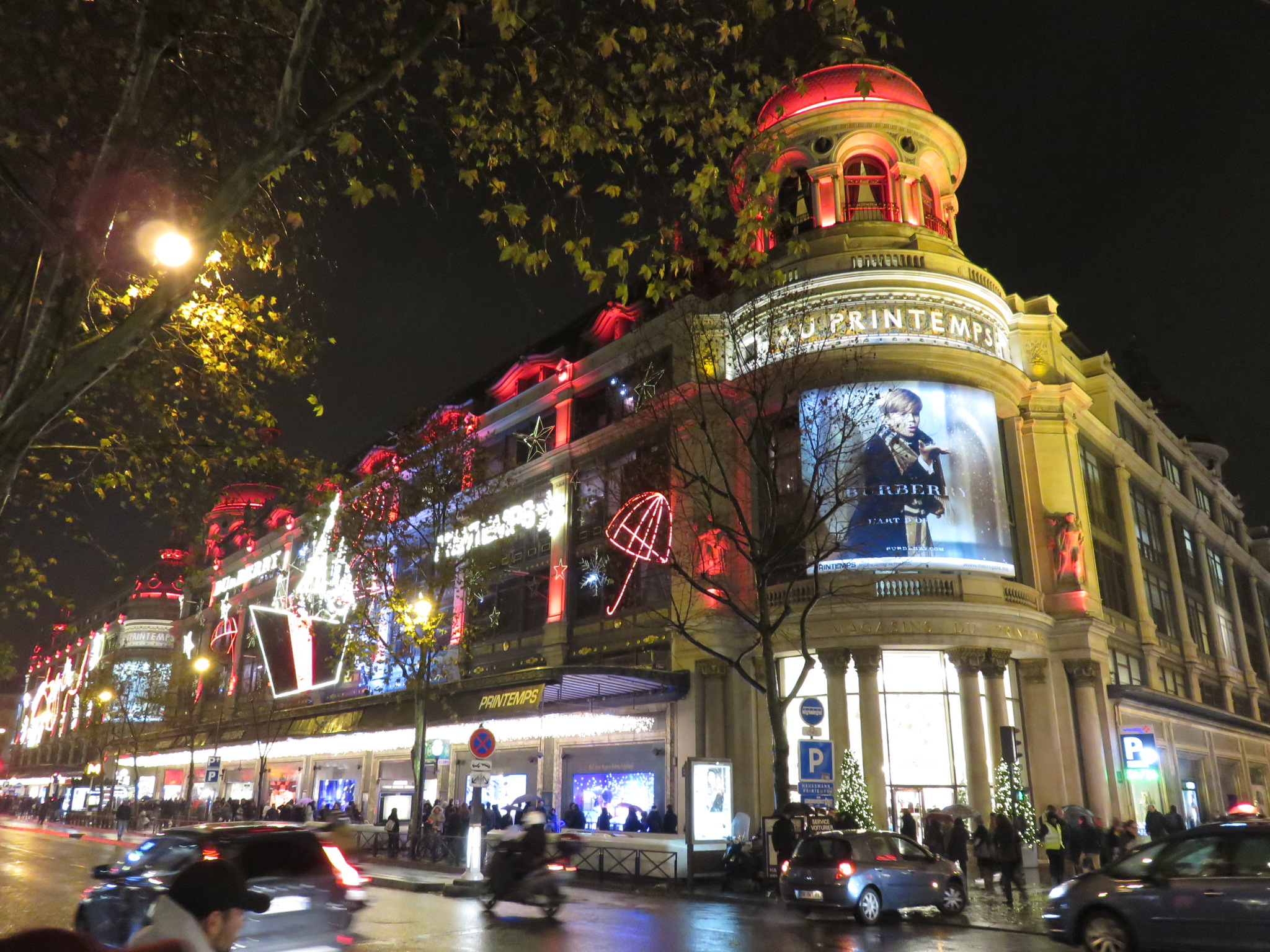
Printemps Haussmann.
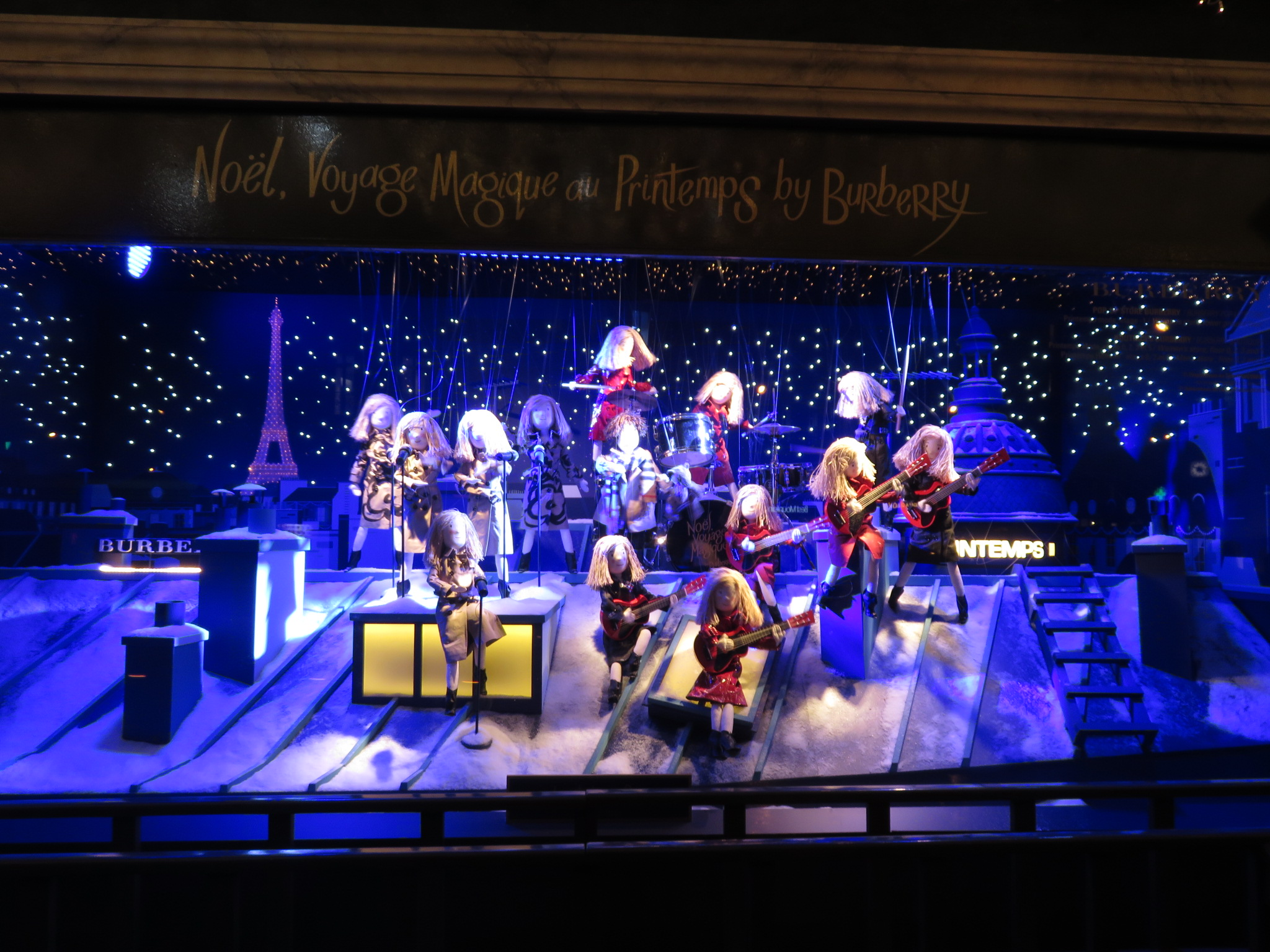
Printemps Haussmann.